# Departamento de Estadísticas e Información de Salud
El Departamento de Estadísticas e Información e Información de Salud (más conocido por su acrónimo DEIS) es un organismo público chileno dedicado a las estadísticas y los datos correspondientes en materias de salud del país. El departamento se encuentra bajo la dependencia de la Subsecretaría de Salud Pública en el Ministerio de Salud (Minsal). Desde el 11 de marzo de 2022, se encuentra dirigido por el médico y académico Jorge Pacheco Jara.

## Organización
El departamento está compuesto por un ente central y cuatro oficinas, las cuales tienen diversas funciones y se encuentran lideradas por la Coordinación Administrativa (CA).

### Centro FIC y de Estándares de Información
- Generar y mantener centralizadamente los estándares de información para el sector, disponer de información de alta calidad, con potencial para compartirse entre sistemas de información de diverso origen.
- Difundir estos estándares y promover las competencias que se requieran para hacer uso de estos.
- Ejecutar la actualización permanente de la norma 820.

### Oficina de Diseño y Control de Datos
- Responder a las necesidades de información generadas por diferentes grupos de interés con información que aporte valor a la toma de decisiones.
- Monitorear los procesos de tributación, recopilación y codificación de datos, garantizando su disponibilidad en forma oportuna.
- Validar la disponibilidad de los datos en términos de calidad y oportunidad.
- Diseñar metodología de recolección de datos, procesos de identificación, validación de datos y pruebas de calidad en conjunto con los referentes técnicos.
- Implementar métricas de control, que permitan recopilar en forma oportuna correcciones o mejoras a los procesos de recopilación, tributación y codificación.

### Oficina de Análisis Estadísticos
- Generar indicadores que reflejen el estado de salud de la población de manera oportuna para colaborar en la toma de decisiones.
- Realizar los análisis estadísticos solicitados al Departamento en oportunidad y calidad de información.
- Apoyar en el desarrollo y ejecución de estudios y análisis sanitarios a través del uso de la estadística.
- Colaborar en la exploración para la visualización geoespacial de datos sanitarios.

### Oficina de Inteligencia Sanitaria
- Explorar herramientas de inteligencia artificial e inteligencia sanitaria para el desarrollo de modelos predictivos.
- Desarrollar modelos de estratificación de riesgo que permitan conocer las características propias de cada conjunto de personas.
- Analizar la información de manera integral con enfoque de determinantes sociales de la salud para diseñar modelos predictivos que permitan la elaboración o mejora de la efectividad, eficiencia y equidad de las intervenciones sanitarias en las funciones esenciales de salud pública con especial énfasis en la prevención.
- Realizar análisis complejos e integrados con nuevas fuentes de datos.

### Oficina de Gestión de Datos
- Implementar y administrar la gobernanza de datos del Ministerio, estableciendo los procesos de captura, almacenamiento, calidad de integridad de los datos.
- Monitorear la integridad, oportunidad y confidencialidad de los datos.
- Impulsar la automatización de los procesos de captura de datos, almacenamiento, procesamiento, validación de calidad, consolidación, homologación y explotación de datos.
- Apoyar el levantamiento de requerimientos de información para nuevos sistemas informáticos.
- Ejecutar acciones de mejora continua sobre las tecnologías que soportan el proceso de generación de información estadística descriptiva y a analítica predictiva.

## Funciones
Dentro de las labores correspondientes del DEIS se encuentran las siguientes;
- Liderar el proceso de Gobernanza de datos.
- Gestionar las acciones principales para cumplir con su rol en la Gobernanza de datos.
- Producir información estadística oficial, oportuna y de calidad del sector de salud.
- Asegurar la calidad de los datos de las fuentes de información declaradas como fuentes oficiales y difundir la información del Sector.
- Proporcionar la información necesaria para la gestión del Sector, a distintos niveles apoyando la toma de decisiones.
- Garantizar un adecuado uso de los activos de la información del Ministerio de Salud.
- Definir la arquitectura y estandarización de datos que permitan técnicamente diseñar normas de integración de diversas fuentes de datos, cumplir con las necesidades de seguridad y gestión de accesos.
- Proponer normas y procedimientos que formalicen los estándares de tributación de los datos, conjunto mínimo básico de datos, formato, obligatoriedad y periodicidad, de acuerdo a los avances tecnológicos que se implementen en el Departamento.
- Mantener series históricas de estadísticas del sector de salud.
- Promover y coordinar actividades de capacitación del personal que desempeña funciones relacionadas con la producción de información y estadísticas de salud.
- Proponer una política de datos adecuada, que permita dar cumplimiento al marco normativo que rige los procedimientos fundamentales para la creación, integridad, seguridad, calidad y uso de los datos e información.
- Mantener información oficial sobre temas de salud y factores relacionados, disponible para los distintos tipos de usuarios.